# Hieracium atratulum
Hieracium atratulum es una especie de planta con flor del género Hieracium, de la familia Asteraceae, orden Asterales.

## Distribución
Hieracium atratulum se distribuye por Rusia europea.

## Taxonomía
Fue descrita científicamente por Norrl. Fue publicada en T.Saelan, A.O.Kihlman & H.Hjelt, Herb. Mus. Fenn., ed. 2, Pl. Vasc. 1: 115, 152 (1889).